# Neoptychodes cosmeticus
Neoptychodes cosmeticus är en skalbaggsart som beskrevs av Martins och Maria Helena M. Galileo 1996. Neoptychodes cosmeticus ingår i släktet Neoptychodes och familjen långhorningar. Inga underarter finns listade i Catalogue of Life.